# Lorena Borjas
Pour les articles homonymes, voir Borjas (homonymie).
Lorena Borjas (29 mai 1960 - 30 mars 2020) est une militante mexicano-américaine des droits des immigrants et des personnes trans, connue comme une figure majeure de la communauté trans du Queens. Son travail au nom des communautés d'immigrants et de personnes transgenres est reconnu à New York et aux États-Unis.

## Jeunesse
En 1960, Lorena Borjas est née à Veracruz, au Mexique. À dix-sept ans, elle s'enfuit de chez elle et vit dans les rues de Mexico. Elle y étudie ensuite la comptabilité.   

## Émigration aux États-Unis
En 1981, Borjas émigre aux États-Unis à l'âge de vingt ans, dans l'espoir d'obtenir une hormonothérapie et de transitionner. Durant cette période, elle partage un appartement avec 20 femmes transgenres qui se prostituent. Elle commence par aider les femmes trans mexicaines avant d'apporter son soutien à toutes les femmes trans d'Amérique latine. Comme elle l'a expliqué :

« Nous étions des femmes sans famille et qui avions fui nos pays, persécutées pour avoir exprimé notre identité pour devenir nous-mêmes. Ici, à New York, nous n'avions pas la vie et la liberté dont nous rêvions. Nous avons également subi des violences et des abus. À cette époque, c'était un véritable crime d'être une immigrante transgenre de couleur »

En 1986, Lorena Borjas obtient l'asile, en vertu de la loi de 1986 sur la réforme et le contrôle de l'immigration, puis sa carte verte. Mais dans les années 1990, elle devient dépendante au crack et se livre à une prostitution risquée jusqu'à tomber dans un trafic sexuel. Elle est arrêtée à plusieurs reprises au cours de cette période, ce qui la rend inéligible au renouvellement de son permis de séjour. À la fin des années 1990, elle échappe à une relation abusive et surmonte sa toxicomanie. En reconnaissance de son activisme communautaire, le gouverneur de New York, Andrew Cuomo, lui accorde une grâce en 2017, rétablissant son statut d'immigrante légale. Elle obtient la nationalité américaine en 2019. 

## Activisme
En 1995, Borjas décide de faire de l'activisme l'œuvre de sa vie. Pendant des décennies, elle travaille pour protéger les victimes trans de la traite des êtres humains, de l'esclavage et de la violence. Elle accueille des femmes mises à l'écart de leur famille dans son propre appartement jusqu'à ce qu'elles soient en mesure de subvenir à leurs besoins. Elle fournit des préservatifs et de la nourriture aux travailleuses du sexe. Séropositive, elle a vu nombre de ses amis décéder du VIH. Elle crée une clinique de dépistage du VIH à son domicile et instaure un programme d'échange de seringues pour les personnes voulant transitionner. En 1995, elle organise sa première marche pour soutenir la communauté trans. Comme en témoigne Cecilia Gentili, une amie et militante trans :

« Besoin d'un avocat ? Médecin ? Logement ? Travail ? Elle était là. Lorena Borjas était cette personne que vous appeliez à trois heures du matin, si vous vous faisiez arrêter, et qui répondait. Le matin, elle se présentait au tribunal avec un avocat pour vous faire sortir de prison »

Borjas s'implique dans des organisations locales à but non lucratif. Elle s'investit dans le Sylvia Rivera Law Project sur les questions d'immigration et de justice pénale. Avec Chase Strangio, elle fonde le Lorena Borjas Community Fund, qui fournit une assistance sous caution aux accusés LGBT. Elle devient conseillère pour le programme Transgender Family du Community Healthcare Network (en), où elle œuvre pour l'aide juridique aux victimes de la traite des êtres humains.  
Comme elle n'est pas rémunérée pour son activisme, elle subvient à ses besoins grâce à divers emplois, notamment des séances de conseil, des activités de sensibilisation communautaire, des entretiens occasionnels et le nettoyage de maisons.  
Pendant la pandémie de Covid-19, Borjas crée un fonds d'aide mutuelle, via GoFundMe, pour aider les personnes trans touchées par la crise économique. 

## Distinctions
Pour son activisme et son soutien à sa communauté, Borjas obtient les honneurs de l'ancien maire David Dinkins, de la procureure générale de New York, Letitia James, et de la procureure du district de Queens, Melinda Katz. En 2019, elle est nommée New York Woman of distinction par le Sénat de l'État. Après sa mort, Francisco Moya, membre du Conseil de la ville de New York, annonce son intention de renommer une rue de son quartier en son honneur.  

## Décès
Lorena Borjas décède à l'hôpital de Coney Island le 30 mars 2020 âgée de 59 ans, des complications du COVID-19. Elle reçoit des hommages de nombreuses personnalités publiques, dont Chase Strangio, Alexandria Ocasio-Cortez, Letitia James, Corey Johnson et Monica Roberts. Un service funèbre est organisé par des amis et des proches via Zoom, en raison de restrictions sociales, avec environ 250 personnes présentes. 